# SBA Furniture Group
SBA Furniture Group ist ein Möbel-Hersteller in Litauen, ein Tochterunternehmen des litauischen Konzerns UAB „SBA“. “SBA Furniture Group” hat 76,25 % Aktien von “Klaipėdos baldai”, 83,89 % von “Kauno baldai”, 83,36 % von “Šilutės baldai” und je 100 % “Visagino linija”, “Germanika”, “Euromodus”, “Industrial Investment International”, “Mebelain” (Belarus), “Novo Mebel” (Russland) und „SBA baldų kompanija“. 2012 erzielte “SBA Furniture Group” einen Umsatz von 644,61 Mio. Litas.
Konzern „SBA“ hat 95 % und Ričardas Kiaurakis 5 % Aktien von “SBA Furniture Group”.

## Tochterunternehmen
- Klaipėdos baldai: 786 Mitarbeiter (2018), errichtet 1954
- Šilutės baldai: 770 Mitarbeiter (2018), errichtet 1890
- Kauno baldai: 360 Mitarbeiter (2018), errichtet 1880